# I съезд РСДРП
I съезд Росси́йской социа́л-демократи́ческой рабо́чей па́ртии состоялся нелегально в Минске с 1 (13) марта по 3 (15) марта
1898 года. На съезде присутствовало девять делегатов. Инициатором созыва был П. Б. Струве. Съезд не выработал ни программы, ни устава партии. Через несколько недель все участники съезда, кроме одного, были арестованы — по мнению В.И. Ленина, реально действующая партия на этом съезде создана не была. Как высказывался историк Владлен Логинов: "Это ещё был период кружковщины. На первый съезд просто собралась группа симпатичных ребят, которые решили создать РСДРП".

## Созыв съезда

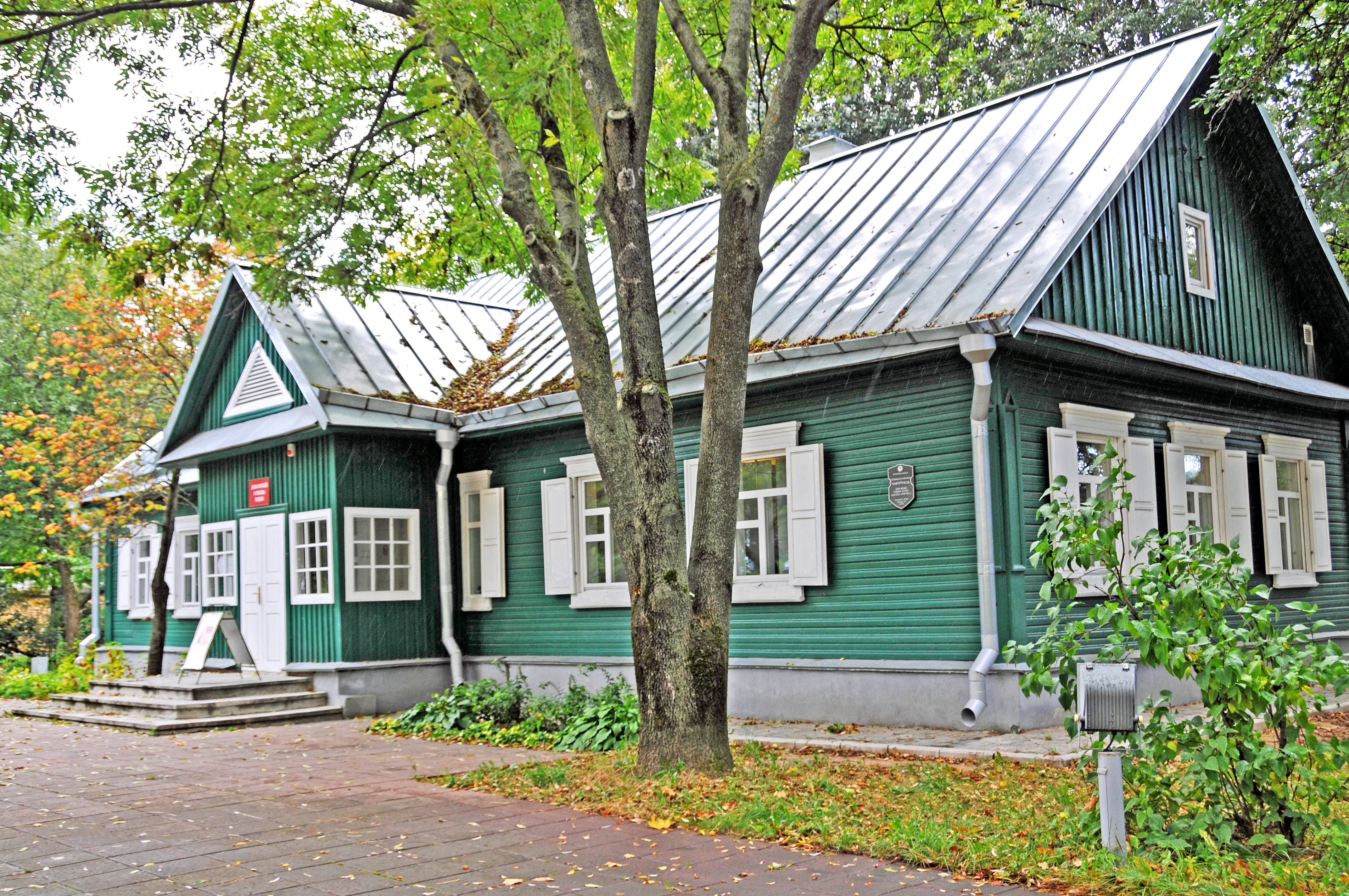
Дом-музей I съезда РСДРП

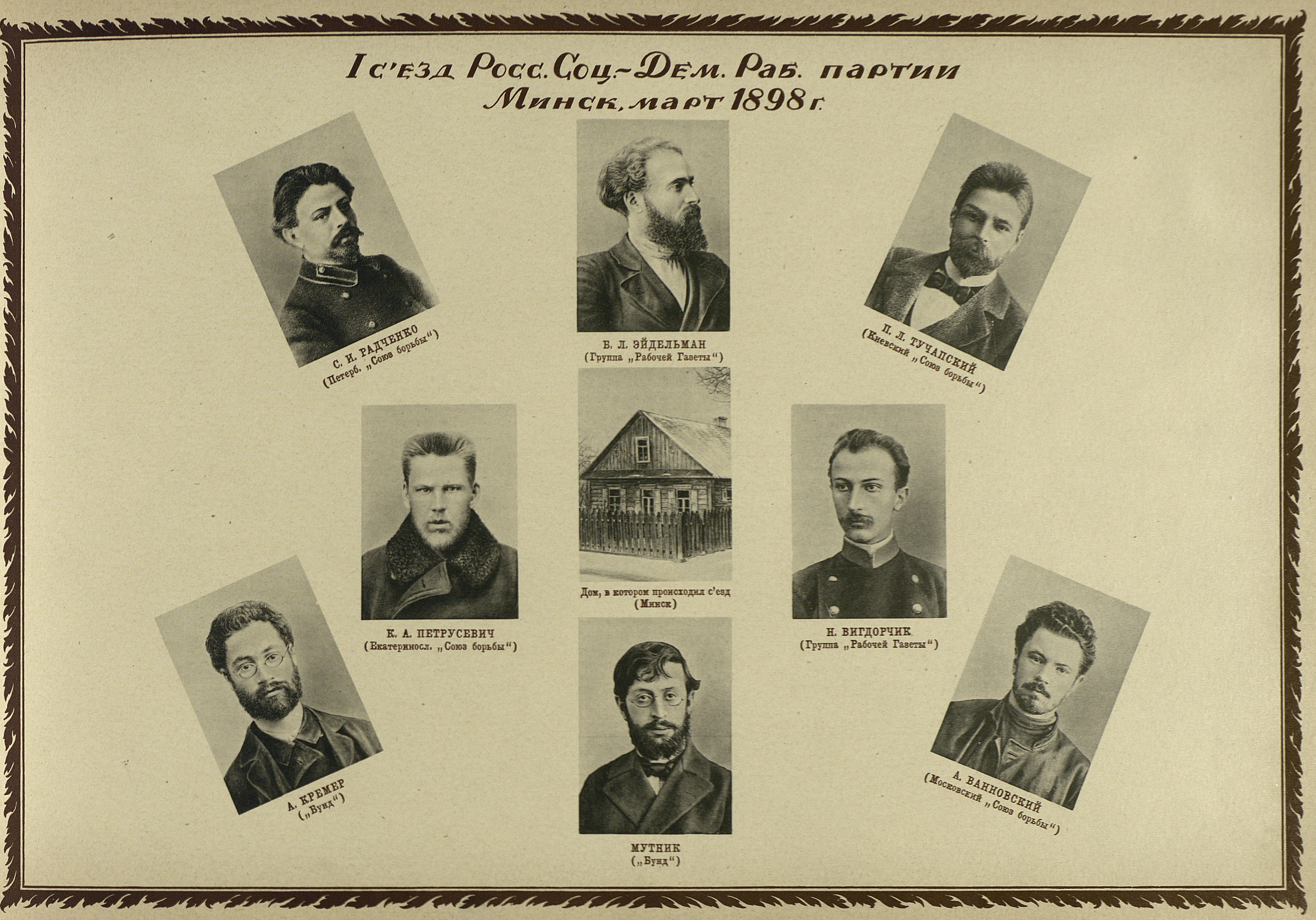
Участники съезда

Впервые идея съезда разрозненных социал-демократических кружков появилась в 1896 г. у петербуржцев, и «Группа 4-го листка» завязала по этому поводу переговоры с Вильно, Киевом и Москвой и даже предложила будущей партии свою типографию. Но продолжавшиеся массовые аресты среди социал-демократического Петербурга, Москвы и других городов Центральной России не позволили тогда развернуть практическую работу по подготовке партийного съезда.
В конце 1896 г. виленская группа начала переговоры о съезде с петербургской и киевской организациями, после чего были отправлены два делегата в Швейцарию для переговоров с заграничным Союзом русских социал-демократов, и летом 1897 г. в Цюрихе был выработан проект объединения в одну партию.
Идея созыва съезда была подхвачена киевскими социал-демократами. Киевская группа «Рабочее дело», начав переговоры с петербургской, виленской и иваново-вознесенской организациями, пыталась собрать съезд в Киеве в 1897 г., но так как в назначенное время прибыли лишь представители от Петербурга и Москвы, решено было считать съезд несостоявшимся и собраться лишь на частное заседание. Было решено развернуть подготовку съезда и наладить издание общерусской социал-демократической «Рабочей газеты» (№ 1 вышел в Киеве в августе, № 2 — в декабре 1897). Газета освещала рабочее движение в России, призывала местные социал-демократические кружки и группы сплотиться в единую пролетарскую партию.
Совещание обсудило вопрос о созыве съезда и поручило заняться его организацией киевской группе, которая предложила участвовать в съезде Петербургскому союзу (фракции «стариков»), Киевскому и Московскому союзам, Екатеринославской группе, Литовской социал-демократической партии, Бунду.
Однако из-за возникших разногласий на съезд не были допущены социал-демократы, издававшие газету «Рабочая мысль» (Петербург), представители иваново-вознесенской, одесской и николаевской социал-демократических групп, как не вполне устойчивые и недостаточно конспиративные. Не были посланы приглашения организации «Рабочее знамя» в Белостоке и Польской социалистической партии (ввиду поставленных ею неприемлемых условий). Не пригласили и «Союз русских социал-демократов за границей», опасаясь, что его делегаты также не смогут соблюсти требования конспирации. Харьковская социал-демократическая группа отказалась участвовать в работе съезда, заявив о несвоевременности создания партии. Послать делегата на съезд согласилась Литовская социал-демократическая партия, но затем отказалась.

## Работа съезда

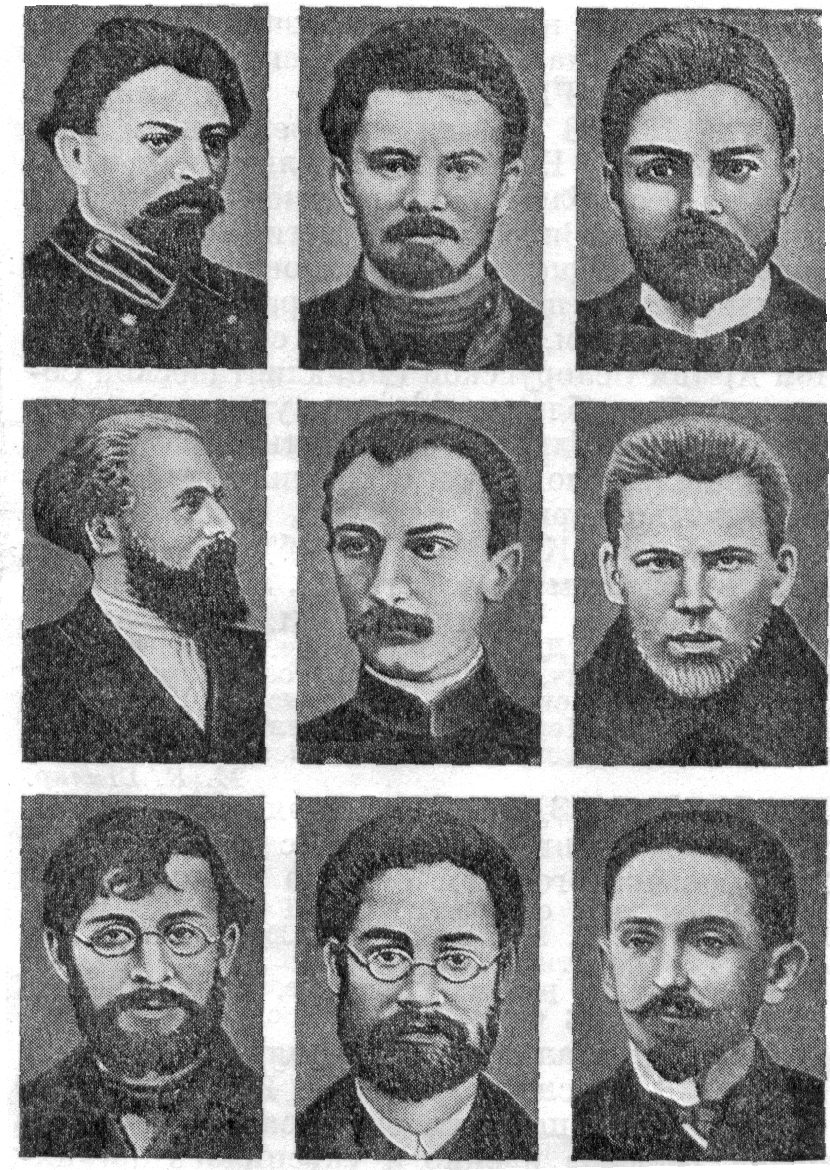
Делегаты съезда (по рядам):
(1) С. Радченко, А. Ванновский, П. Тучапский,
(2) Б. Эйдельман, Н. Вигдорчик, К. Петрусевич,
(3) А. Мутник, А. Кремер, Ш. Кац

Съезд проходил на квартире ж.-д. служащего социал-демократа П. В. Румянцева, в доме на Захарьевской улице (в годы Великой Отечественной войны дом был сожжён германскими оккупантами, затем полностью восстановлен; ныне Дом-музей I съезда РСДРП на проспекте Независимости, д. 31/А). Съезд собрался 1 марта, чтобы подчеркнуть связь с деятельностью «Народной воли», и продолжался три дня.
Присутствовало 9 делегатов, представлявших наиболее крупные социал-демократические организации России — петербургский, московский, екатеринославский и киевский «Союзы борьбы», а также группу «Рабочей газеты» и Бунд. От «Союза борьбы за освобождение рабочего класса» в съезде участвовали 4 человека — Степан Радченко (петербургский союз), Александр Ванновский (московский союз), Павел Тучапский (киевский союз) и Казимир Петрусевич (екатеринославский союз), от Бунда Шмуэль Кац, Арон Кремер и Абрам Мутник, а также 2 человека от киевской «Рабочей газеты» — Борис Эйдельман и Натан Вигдорчик. Всего состоялось 6 заседаний. В целях конспирации протоколов не велось, записывались только резолюции.
Основным был вопрос об образовании партии. Съезд провозгласил создание марксистской рабочей партии и принял решение назвать её Российской социал-демократической рабочей партией (РСДРП), то есть партией пролетариата всех национальностей России. В единогласно принятом решении указывалось, что все «Союзы борьбы», группа «Рабочей газеты» и Бунд «… сливаются в единую организацию под названием „Российской социал-демократической рабочей партии“…».
Съезд избрал ЦК РСДРП, как исполнительный орган партии, подотчётный съезду, в составе 3 чел.: С. И. Радченко — от петербургского «Союза борьбы», Б. Л. Эйдельман — от группы «Рабочей газеты» и А. И. Кремер — от Бунда. В его обязанности вменялись „забота о планомерной деятельности партии (распределение сил и средств, выставление и проведение однообразных требований)“, „создание и доставка местным комитетам литературы“ и „организация таких мероприятий, которые имеют общее для всей России значение (празднование 1 Мая, издание листков по поводу выдающихся фактов, помощь стачечникам и проч.)“.
Официальным органом партии была объявлена «Рабочая газета». «Союз русских социал-демократов за границей» признавался частью партии и её представителем за границей. Съезд поручил членам ЦК составить «Манифест Российской социал-демократической рабочей партии» с изложением ближайших политических задач партии. В «Манифесте», написанном П. Б. Струве, в частности говорилось: «Чем дальше на восток Европы, тем, в политическом отношении, слабее, трусливее и подлее становится буржуазия и тем большие культурные и политические задачи выпадают на долю пролетариата».

## Манифест съезда

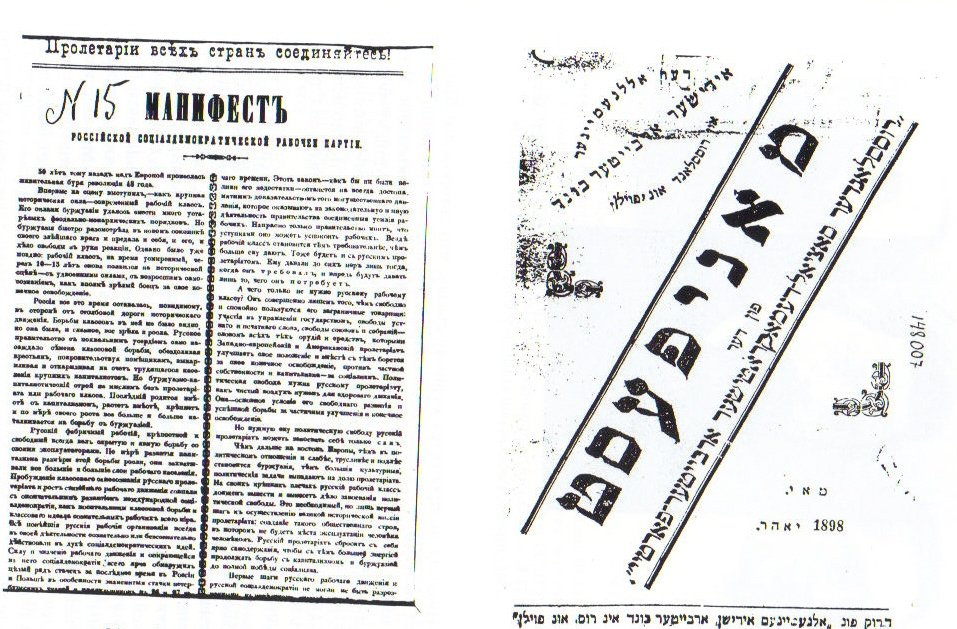
Манифест РСДРП в еврейской газете. 1898 г.

«Манифест» и решения съезда, напечатанные отдельным листком в апреле 1898 года в бобруйской подпольной типографии Бунда, были восприняты революционными социал-демократами России как документы исторической важности. Особо отмечалось, что «теперь настала пора объединить местные силы, кружки и организации русской социал-демократии в единую «Российскую социал-демократическую рабочую партию»». После съезда социал-демократические организации и союзы приняли название комитетов РСДРП.
«Как движение и направление социалистическое, Российская социал-демократическая рабочая партия продолжает дело и традиции всего предшествовавшего революционного движения в России; ставя главнейшей из ближайших задач партии в ее целом завоевание политической свободы, социал-демократия идет к цели, ясно намеченной еще славными деятелями старой Народной Воли. Но средства и пути, которые избирает социал-демократия, иные».

## Разногласия
Однако I съезду РСДРП не удалось преодолеть идейной и организационной разобщенности социал-демократического движения. Он не выработал ни программы, ни устава. Партия, как единая централизованная организация, на съезде не была создана. Положение усугублялось тем, что сразу же после съезда многие партийные организации были разгромлены, 8 из 9 делегатов съезда, в том числе все члены ЦК, арестованы, типография и готовый к печати № 3 «Рабочей газеты» захвачены полицией.
В российской социал-демократии наступил период «разброда и шатаний» (см. В. И. Ленин, Полн. собр. соч., 5 изд. т. 9, с. 51 и т. 16, с. 100). Понадобилось не менее 5 лет (с 1899 по 1903) работы, чтобы создать и укрепить партию на принципах революционного марксизма, подготовить её идейное и организационное единство. В июле 1903 г. на Втором съезде РСДРП, созванном редакцией «Искры», завершился процесс объединения революционных марксистских организаций и была создана партия рабочего класса России.

## Политическая полиция о съезде

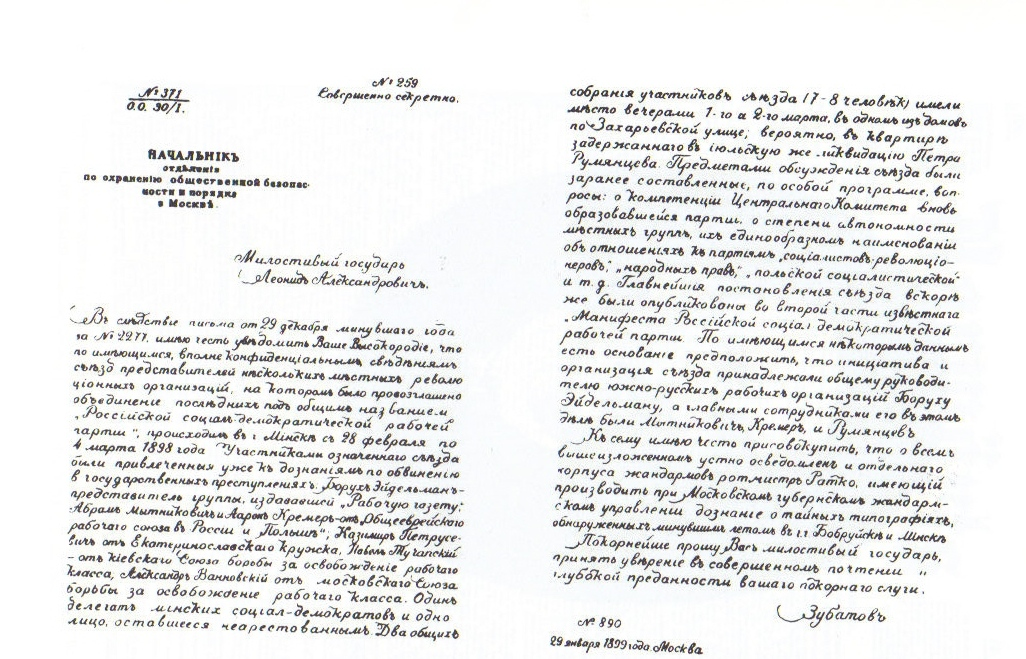
Доклад С. В. Зубатова о съезде

Агенты охранного отделения давно следили за Б. Эйдельманом, приведшим их из Харькова в Минск. Там они увидели также им знакомых Тучапского и Вигдорчика. Получив об этом телеграмму, начальник сыска С. В. Зубатов не придал этой встрече особого значения, к тому же объекты уже разъехались. Но всё же он сообщил директору департамента МВД Л. А. Ратаеву:

По имеющимся конфиденциальным сведениям, съезд представителей нескольких местных революционных организаций, провозгласивших объединение последних под общим названием Российской социал-демократической рабочей партии, состоялся в Минске 1-2 марта минувшего года. Участниками названного съезда были: привлеченные уже к дознаниям Борух Эйдельман, Абрам Мытникович и Арон Кремер (от Общееврейского рабочего союза в России и Польше), Казимир Петрусевич (от екатеринославского кружка), Павел Тучапский (от киевского Союза борьбы за освобождение рабочего класса), Александр Вановский (от такового же союза в Москве), один делегат от минских социал-демократов и одно лицо, оставшееся неарестованным…
В сноске к этому месту было сказано: «Негласно поднадзорный дворянин Рудольф Иванов Данилович, живший до сентября в Петербурге, откуда отметился в Варшаву».
И далее: 
Инициатива съезда и руководство его занятиями принадлежали, по-видимому, представителю южнорусских рабочих организаций Б. Эйдельману, а главными сотрудниками в этом деле были, вероятно, Мытникович, Кремер и Румянцев.
Из этого донесения видно, что сам Зубатов даже почти год спустя не имел точных сведений о съезде.
Текст донесения:
№371 0.0. 30/1 №259 Совершенно секретно.
Начальник отделения по охранению общественной безопасности и порядка в Москве.
Милостивый государь Леонид Александрович.
Вследствие письма от 29 декабря минувшего года за № 2277 имею честь уведомить Ваше Высокородие, что по имеющимся, вполне конфиденциальным сведениям съезд представителей нескольких местных революционных организаций, на которых было провозглашено объединение последних под общим названиям «Российской социал-демократической рабочей партии», происходил в Минске с 28 февраля по 4 марта 1898 года. Участниками означенного съезда были привлечённые уже к дознаниям по обвинению в государственных преступлениях. Борух Эйдельман — представитель группы издававшей «Рабочую газету», Абрам Мытникович и Арон Кремер — от «Общественного рабочего союза в России и Польше», Казимир Петрусевич от Екатеринославского кружка, Павел Тучанский — от киевского союза борьбы за освобождение рабочего класса, Александр Вановский от московского союза борьбы за освобождение рабочего класса. Один делегат минских социал-демократов и одно лицо оставшееся не арестованным. Два общих собрания участников съезда (7-8 человек) имели место вечерами 1-го и 2 марта в одном из домов по Захаровской улице, вероятно, в квартире задержанного в июльскую же ликвидацию Петра Румянцева. Предметами обсуждения съезда были заранее составленные, по особой программе вопросы: о компетенции Центрального Комитета вновь образовавшейся партии, о степени автономности местных групп, их единообразном наименовании, об отношениях к партиям «социалистов- революционеров», «народных прав», «польской социалистической» и т. д. Главнейшие постановления съезда вскоре же были опубликованы во второй части известного «Манифеста Российской социал-демократической рабочей партии». По имеющимся некоторым данным есть основание предположить, что инициатива и организация съезда принадлежали общему руководителю южно—русских рабочих организаций Боруху Эйдельману, а главными сотрудниками его в этом деле были Мытникович, Кремер и Румянцев.
К сему имею честь присовокупить, что о всём вышеизложенном устно осведомлён и отдельного корпуса жандармов ротмистр Ратко, имеющий производить при Московском губернском жандармском управлении дознание о тайных типографиях, обнаруженных минувшим летом в г.г Бобруйске и Минске.
Покорнейше прошу Вас милостивый государь, принять уверение в совершенном почтении, глубокой преданности вашего покорного слуги.
Зубатов
№890
29 января 1899 года Москва.